# Айламаки, Анастасия
Анастасия Айламаки — профессор политехнической школы Лозанны, известная работами в области баз данных. Точнее, вклад Айламаки касается поведения систем управления базами данных на современных процессорах, архитектурах и дисках, с плотной интеграцией СУБД с аппаратным обеспечением. Немного менее известны, но так же цитируемы её работы по автоматизации проектирования схем баз данных, поддержке алгоритмов вычислительной математики на уровне СУБД, моделированию запоминающих устройств, прогнозированию производительности и кэшированию интернет-запросов. В ранних публикациях использовала несколько вариантов написания имени: «Natassa» и «Anastassia», начиная с 2008 года повсеместно использует «Anastasia».
Айламаки родилась на острове Кипр, но выросла на Крите в городе Ханья. Окончив школу, собиралась стать инженером-химиком, но вместо этого подала документы на свежеоткрывшееся отделение информатики в греческом университете Патр, когда ей сказали, что туда сложно попасть. Впервые увидела персональный компьютер уже только после поступления (где Айламаки стала одной из девяти девушек среди 158 студентов).
Базы данных не сразу стали избранной темой исследований Айламаки: свой первый диплом, бакалавра университета Патр, она защитила в 1990 году на тему «ITYMAIL V2.0: Система обмена электронными сообщениями для гетерогенных компьютерных сетей» (ITYMAIL V2.0: An E-Mail Exchange System For Heterogeneous Computer Networks). В 1993 она защитила первую магистерскую работу, «Управление динамическими правками в объектно-ориентированной СУБД OVM» (Managing Dynamic Changes in the Object-Oriented DBMS OVM), в университете Крита, а в 1996 — вторую в университете Рочестера. В декабре 2000 года Айламаки успешно защитила диссертацию на соискание учёной степени доктора философии в Висконсинском университете по теме «Архитектуро-осознающие СУБД» (Architecture-Conscious Database Systems). Уже в январе следующего года она заняла позицию старшего доцента (associate professor) в Университете Карнеги — Меллон, где проработала несколько лет. С декабря 2007 года она занимает пост профессора и заведующей лабораторией по приложениям и системам, интенсивно работающими с данными. Коллектив лаборатории насчитывает около тридцати сотрудников.
Айламаки регулярно получает призы на научных конференциях и исследовательские гранты:
- VLDB 2001: лучшая статья
- IFIP WG 7.3 Performance 2002: лучшая аспирантская статья
- NSF CAREER[11], грант молодым учёным
- VLDB 2003: лучшая аспирантская статья
- ICDE 2004: лучшая статья
- FAST 2005: лучшая статья
- Alfred P. Sloan Research Fellowship[12], 2005: грант молодым учёным на фундаментальные исследования
- ICDE 2006: лучшая демонстрация
- SIGMOD 2006: лучшая демонстрация
- Finmeccanica Chair[13], 2007: должность для подающих надежды молодых учёных
- EURYI[14], 2007: грант European Science Foundation[англ.] молодым учёным для создания своей команды
- Consolidator[15], 2013: грант Европейского исследовательского совета молодым учёным

Согласно статистике DBLP, Айламаки на 2016 год является автором или соавтором 129 конференционных и 63 журнальных статей, а также редактором или соредактором восьми сборников статей. Её индекс Хирша равен 48, что для информатики крайне высоко, и большинство уважаемых профессоров довольны индексом в районе 30-40. В 2015 году по совокупности заслуг Айламаки приняли в члены Ассоциации вычислительной техники.